# 사진측량
사진측량(photogrammetry)은 태양에서 방사된 가시광선이 대상물에 반사되어 카메라 렌즈로 들어오는 것을 이미지로 기록한 뒤, 이미지로부터 좌표, 거리, 면적, 부피 등의 정량적 요소를 추출하고 토질의 종류, 토양 습윤도, 수종 분류 등의 정성적 요소를 해석해내는 측량학의 한 분야이다. 정량적 요소의 측량은 지도 제작에 활용된다. 측량에 사용하는 장비에 따라 지상 사진측량, 항공 사진측량, 위성 사진측량으로 구분한다.

## 방법

### 입체사진측량
입체사진측량(stereophotogrammetry)

## 지상 사진측량

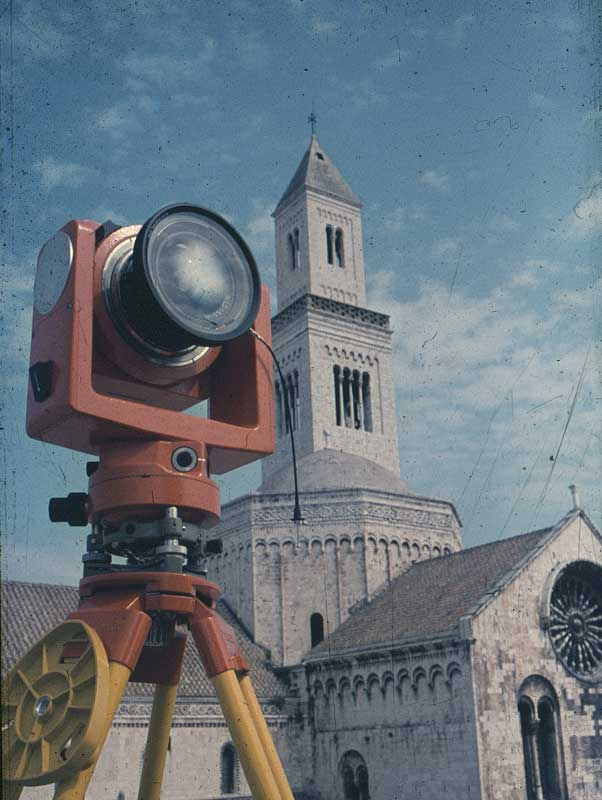
Wild P31. 1980년

지상에 삼각대를 세우고 그 위에 사진측량 장비를 조립하여 측량하는 방법이 지상 사진측량이다. 건설 분야에서는 토공량 계산, 구조물 변위 측정, 도면화 등에 사용한다. 문화재 분야에서도 문화재 도면화 등에 쓰이고 있다.

## 항공 사진측량

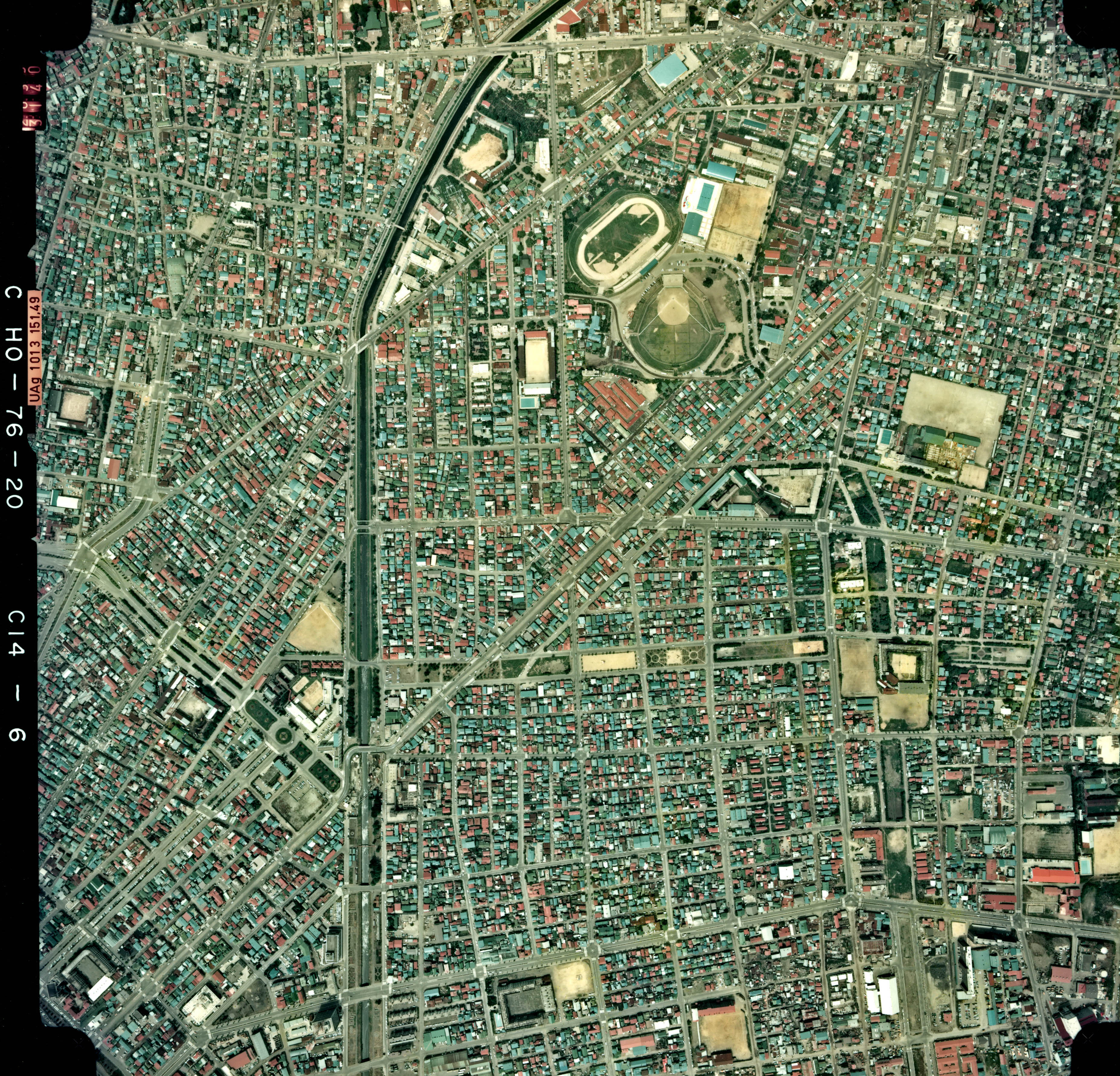
1976년 일본에서 촬영한 1:8000 항공사진.

사진기를 유인 또는 무인 항공기에 탑재하여 공중에서 지상 사진을 촬영하여 측량 결과물을 얻는 것이 항공측량이다. 항공 사진측량의 장단점은 다음과 같다.
장점
- 넓은 지역(소축척) 측량 시 다른 측량 방법에 비해 경제적이다.
- 성과물의 축척 변경이 용이하다.
- 정량적인 측량 뿐만 아니라 정성적인 측량도 가능하다.
- 4차원 측량(X, Y, Z, t)이 가능하다. 이동하는 물체의 기록이 가능하다. 이는 구조물의 시간에 따른 변형 측정, 재난에 대한 기록(홍수, 화재), 교통량 조사, 교통사고 조사, 파도, 구름, 하천의 상황 분석에 응용된다.
- 접근이 어려운 지역 측량이 가능하다.(군사시설, 열대지방, 극한지방)
- 작업의 분업화가 용이하다.
- 동일 모델 내에서는 균일한 정확도를 가진다.

단점
- 소규모 측량(대축척) 시 경제성이 떨어진다.
- 후처리에 시간이 많이 소요된다.
- 그림자 등에 가려서 보이지 않는 부분이 발생할 수 있다.

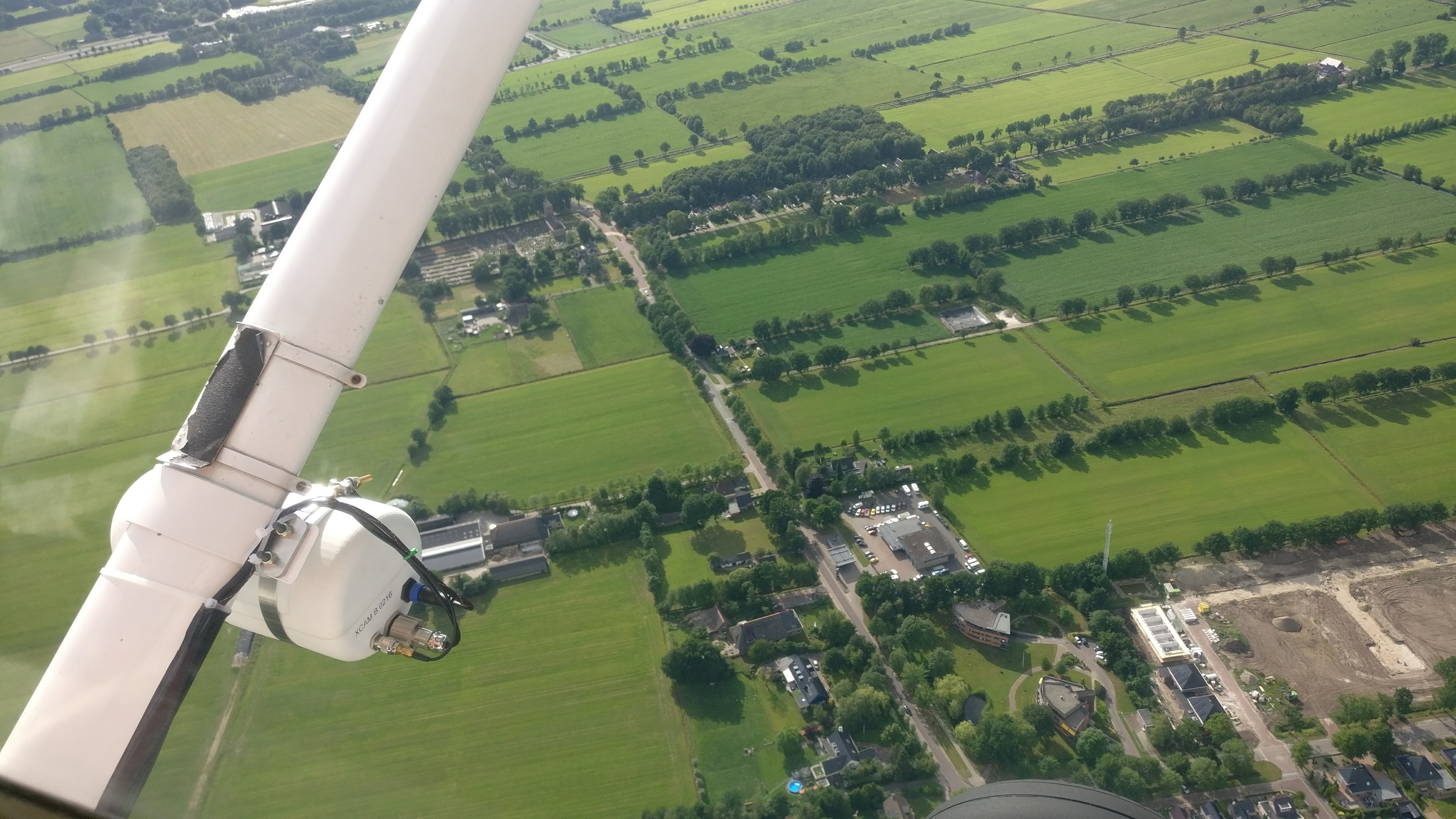
XCAM 항공사진 카메라가 Cessna 172의 외부에 장착된 모습.
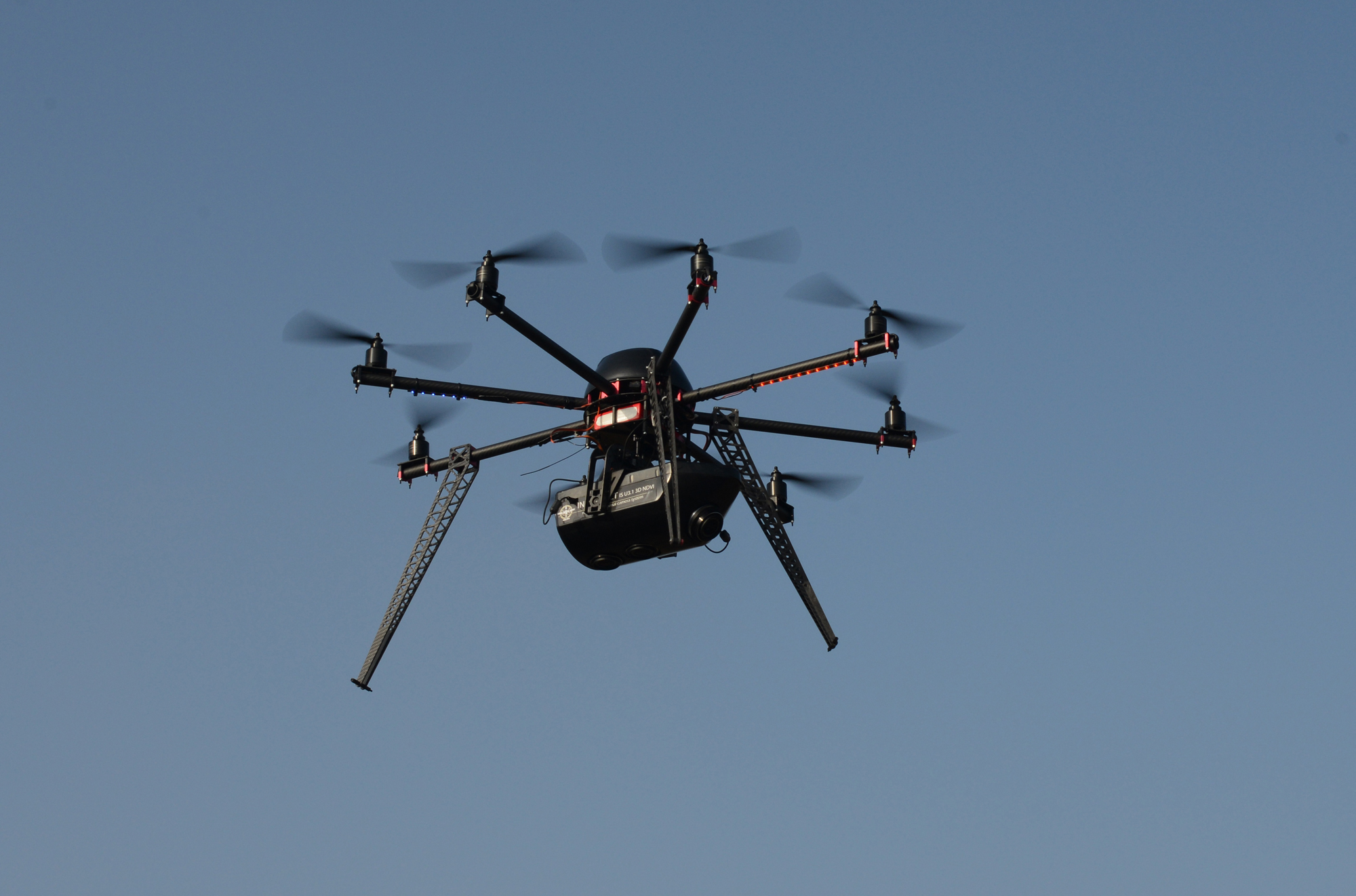
최근에는 항공사진 촬영에 드론을 활용하기도 한다. Interspect UAS B 3.1는 3D 사진측량을 위한 원격탐측 플랫폼이다.

## 참고 문헌
- 한승희 (2016). 《사진측량 및 원격탐측개론》. 구미서관.

## 같이 보기
- GPS